# Elisabet de Luxemburg (regent d'Hongria)
Elisabet de Luxemburg (Visegrád, Regne d'Hongria, 7 d'octubre de 1409 - Győr, Hongria, 19 de desembre de 1442) va ser reina consort d'Hongria i Bohèmia, i duquessa consort d'Àustria. Va actuar com a regent d'Hongria entre 1439 i 1440, i va ser pretendent al tron durant la guerra civil hongaresa entre 1440 i 1442. Era l'única filla de l'emperador Segimon I del Sacre Imperi Romanogermànic, i rei d'Hongria i Bohèmia. El seu pare va ser l'últim membre de la Casa de Luxemburg a ocupar el tron imperial, que passà als Habsburg.

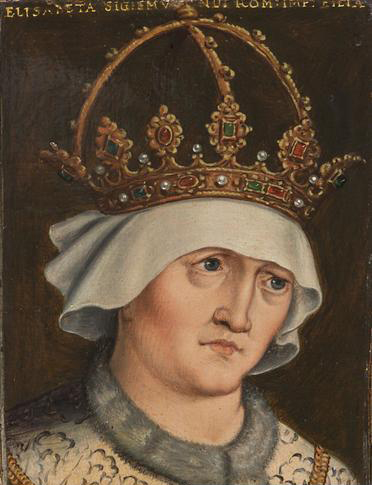